# Río Cauda
El Cauda, o Borbotón, es un curso de agua del interior de la península ibérica, afluente del río Mayor. Discurre por la provincia española de Cuenca.

## Descripción
El río Cauda, que discurre por la provincia de Cuenca en dirección sur norte, pertenece a la cuenca hidrográfica del Tajo. Nace en los alrededores de Huete y termina vertiendo sus aguas en el río Mayor, afluente a su vez del Guadiela y en último término del río Tajo. También se lo conoce como «Borbotón». Aparece descrito en el sexto volumen del Diccionario geográfico-estadístico-histórico de España y sus posesiones de Ultramar de Pascual Madoz de la siguiente manera:

CAUDA: r. pequeño en la prov. de Cuenca: tiene su origen á 1/4 leg. S. de la c. de Huete, en un sitio llamado Borboton: su manantial, que lo tiene entre unas piedras, es abundantísimo y el agua salobre; da riego á una vega de 3/4 leg. de estension, donde se crian frutas, cáñamos, legumbres y verduras; mueve 14 molinos harineros y 2 batanes, y á 1 leg. de su nacimiento se confunde con el r. Mayor ó de  Huete, sin salir del térm. de esta c. Es de curso perenne, no cria pesca, y segun tradicion uno de los pocos manantiales que permanecieron con agua en las grandes sequias que hubo en España y Europa.
(Madoz, 1847, p. 297)

Sus aguas acaban vertidas en el Atlántico.